# Strade Bianche 2022
Strade Bianche 2022 – 16. edycja wyścigu kolarskiego Strade Bianche, która odbyła się 5 marca 2022 na liczącej 184 kilometry trasie wokół Sieny. Impreza kategorii 1.UWT była częścią UCI World Tour 2022.

## Uczestnicy

### Drużyny
| WorldTeams (17)- Team DSM - Trek-Segafredo - Israel-Premier Tech - Bora-Hansgrohe - Quick-Step Alpha Vinyl - Bahrain Victorious - BikeExchange-Jayco - Intermarché-Wanty-Gobert Matériaux - UAE Team Emirates - Jumbo-Visma - Astana Qazaqstan Team - EF Education-EasyPost - AG2R Citroën Team - Groupama-FDJ - Ineos Grenadiers - Lotto-Soudal - Movistar Team ProTeams (5)- Alpecin-Fenix - Bardiani-CSF-Faizanè - Eolo-Kometa - Drone Hopper-Androni Giocattoli - Arkéa-Samsic |
| |

### Lista startowa
| Quick-Step Alpha Vinyl QST | Quick-Step Alpha Vinyl QST       | Quick-Step Alpha Vinyl QST |
| -------------------------- | -------------------------------- | -------------------------- |
| Nr                         | Kolarz                           | Miejsce                    |
| 1                          | Julian Alaphilippe (FRA) (szosa) | 58.                        |
| 2                          | Kasper Asgreen (DEN)             | 3.                         |
| 3                          | Dries Devenyns (BEL)             | DNF                        |
| 4                          | Mikkel Frølich Honoré (DEN)      | 67.                        |
| 5                          | Mauro Schmid (SUI)               | DNF                        |
| 6                          | Pieter Serry (BEL)               | 40.                        |
| 7                          | Louis Vervaeke (BEL)             | DNF                        |

| AG2R Citroën Team ACT | AG2R Citroën Team ACT   | AG2R Citroën Team ACT |
| --------------------- | ----------------------- | --------------------- |
| Nr                    | Kolarz                  | Miejsce               |
| 11                    | Greg Van Avermaet (BEL) | 41.                   |
| 12                    | Clément Berthet (FRA)   | 76.                   |
| 13                    | Lilian Calmejane (FRA)  | 42.                   |
| 14                    | Benoît Cosnefroy (FRA)  | 29.                   |
| 15                    | Michael Schär (SUI)     | 66.                   |
| 16                    | Andrea Vendrame (ITA)   | 17.                   |
| 17                    | Clément Venturini (FRA) | DNF                   |

| Alpecin-Fenix AFC | Alpecin-Fenix AFC       | Alpecin-Fenix AFC |
| ----------------- | ----------------------- | ----------------- |
| Nr                | Kolarz                  | Miejsce           |
| 21                | Floris De Tier (BEL)    | 12.               |
| 22                | Michael Gogl (AUT)      | DNF               |
| 23                | Xandro Meurisse (BEL)   | 22.               |
| 24                | Stefano Oldani (ITA)    | DNF               |
| 25                | Robert Stannard (AUS)   | 51.               |
| 26                | Scott Thwaites (GBR)    | 44.               |
| 27                | Gianni Vermeersch (BEL) | DNF               |

| Astana Qazaqstan Team AST | Astana Qazaqstan Team AST | Astana Qazaqstan Team AST |
| ------------------------- | ------------------------- | ------------------------- |
| Nr                        | Kolarz                    | Miejsce                   |
| 31                        | Gianni Moscon (ITA)       | DNF                       |
| 32                        | Leonardo Basso (ITA)      | DNF                       |
| 33                        | Manuele Boaro (ITA)       | DNF                       |
| 34                        | Michele Gazzoli (ITA)     | DNF                       |
| 35                        | Miguel Ángel López (COL)  | DNF                       |
| 36                        | Davide Martinelli (ITA)   | DNF                       |
| 37                        | Simone Velasco (ITA)      | 21.                       |

| Bahrain Victorious TBV | Bahrain Victorious TBV      | Bahrain Victorious TBV |
| ---------------------- | --------------------------- | ---------------------- |
| Nr                     | Kolarz                      | Miejsce                |
| 41                     | Matej Mohorič (SLO) (szosa) | DNF                    |
| 42                     | Pello Bilbao (ESP)          | 5.                     |
| 43                     | Heinrich Haussler (AUS)     | DNF                    |
| 44                     | Alejandro Osorio (COL)      | DNS                    |
| 45                     | Hermann Pernsteiner (AUT)   | 46.                    |
| 46                     | Jan Tratnik (SLO)           | 37.                    |
| 47                     | Edoardo Zambanini (ITA)     | 37.                    |

| Bardiani CSF Faizanè BCF | Bardiani CSF Faizanè BCF | Bardiani CSF Faizanè BCF |
| ------------------------ | ------------------------ | ------------------------ |
| Nr                       | Kolarz                   | Miejsce                  |
| 51                       | Giovanni Visconti (ITA)  | DNF                      |
| 52                       | Jonathan Cañaveral (COL) | DNF                      |
| 53                       | Filippo Fiorelli (ITA)   | DNF                      |
| 54                       | Davide Gabburo (ITA)     | 70.                      |
| 55                       | Alex Tolio (ITA)         | DNF                      |
| 56                       | Filippo Zana (ITA)       | 19.                      |
| 57                       | Samuele Zoccarato (ITA)  | 52.                      |

| Bora-Hansgrohe BOH | Bora-Hansgrohe BOH           | Bora-Hansgrohe BOH |
| ------------------ | ---------------------------- | ------------------ |
| Nr                 | Kolarz                       | Miejsce            |
| 61                 | Cesare Benedetti (POL)       | DNF                |
| 62                 | Patrick Gamper (AUT)         | 69.                |
| 63                 | Sergio Higuita (COL) (szosa) | 10.                |
| 64                 | Jai Hindley (AUS)            | 18.                |
| 65                 | Patrick Konrad (AUT) (szosa) | DNF                |
| 66                 | Ide Schelling (NED)          | 83.                |
| 67                 | Ben Zwiehoff (GER)           | 43.                |

| Drone Hopper-Androni Giocattoli DRA | Drone Hopper-Androni Giocattoli DRA | Drone Hopper-Androni Giocattoli DRA |
| ----------------------------------- | ----------------------------------- | ----------------------------------- |
| Nr                                  | Kolarz                              | Miejsce                             |
| 71                                  | Juan Diego Alba (COL)               | DNF                                 |
| 72                                  | Mattia Bais (ITA)                   | 62.                                 |
| 73                                  | Umberto Marengo (ITA)               | DNF                                 |
| 74                                  | Simone Ravanelli (ITA)              | DNS                                 |
| 75                                  | Jhonatan Restrepo (COL)             | 65.                                 |
| 76                                  | Gabriele Benedetti (ITA)            | DNF                                 |
| 77                                  | Edoardo Zardini (ITA)               | DNF                                 |

| EF Education-EasyPost EFE | EF Education-EasyPost EFE | EF Education-EasyPost EFE |
| ------------------------- | ------------------------- | ------------------------- |
| Nr                        | Kolarz                    | Miejsce                   |
| 81                        | Michael Valgren (DEN)     | 11.                       |
| 82                        | Jonathan Caicedo (ECU)    | 55.                       |
| 83                        | Ruben Guerreiro (POR)     | 15.                       |
| 84                        | Ben Healy (IRL)           | DNF                       |
| 86                        | Thomas Scully (NZL)       | 78.                       |
| 87                        | Marijn van den Berg (NED) | 87.                       |

| Eolo-Kometa EOK | Eolo-Kometa EOK              | Eolo-Kometa EOK |
| --------------- | ---------------------------- | --------------- |
| Nr              | Kolarz                       | Miejsce         |
| 91              | Vincenzo Albanese (ITA)      | 25.             |
| 92              | Simone Bevilacqua (ITA)      | DNF             |
| 93              | Márton Dina (HUN)            | DNF             |
| 94              | Erik Fetter (HUN)            | 47.             |
| 95              | Sergio García González (ESP) | OTL             |
| 96              | Samuele Rivi (ITA)           | 86.             |
| 97              | Diego Sevilla (ESP)          | 64.             |

| Groupama-FDJ GFC | Groupama-FDJ GFC            | Groupama-FDJ GFC |
| ---------------- | --------------------------- | ---------------- |
| Nr               | Kolarz                      | Miejsce          |
| 101              | Thibaut Pinot (FRA)         | 49.              |
| 102              | Lewis Askey (GBR)           | 35.              |
| 103              | Antoine Duchesne (CAN)      | DNF              |
| 104              | Fabian Lienhard (SUI)       | 63.              |
| 105              | Tobias Ludvigsson (SWE)     | 60.              |
| 106              | Sébastien Reichenbach (SUI) | 14.              |
| 107              | Attila Valter (HUN)         | 4.               |

| Ineos Grenadiers IGD | Ineos Grenadiers IGD    | Ineos Grenadiers IGD |
| -------------------- | ----------------------- | -------------------- |
| Nr                   | Kolarz                  | Miejsce              |
| 111                  | Salvatore Puccio (ITA)  | DNF                  |
| 112                  | Richard Carapaz (ECU)   | 30.                  |
| 113                  | Jhonatan Narváez (ECU)  | 6.                   |
| 114                  | Carlos Rodríguez (ESP)  | 20.                  |
| 115                  | Ben Swift (GBR) (szosa) | DNF                  |
| 117                  | Ben Turner (GBR)        | 81.                  |

| Intermarché-Wanty-Gobert Matériaux IWG | Intermarché-Wanty-Gobert Matériaux IWG | Intermarché-Wanty-Gobert Matériaux IWG |
| -------------------------------------- | -------------------------------------- | -------------------------------------- |
| Nr                                     | Kolarz                                 | Miejsce                                |
| 121                                    | Quinten Hermans (BEL)                  | 54.                                    |
| 122                                    | Jan Bakelants (BEL)                    | DNF                                    |
| 123                                    | Théo Delacroix (FRA)                   | DNF                                    |
| 124                                    | Simone Petilli (ITA)                   | 9.                                     |
| 125                                    | Domenico Pozzovivo (ITA)               | DNF                                    |
| 126                                    | Lorenzo Rota (ITA)                     | 13.                                    |
| 127                                    | Taco van der Hoorn (NED)               | 80.                                    |

| Israel-Premier Tech IPT | Israel-Premier Tech IPT  | Israel-Premier Tech IPT |
| ----------------------- | ------------------------ | ----------------------- |
| Nr                      | Kolarz                   | Miejsce                 |
| 131                     | Jakob Fuglsang (DEN)     | 36.                     |
| 132                     | Matthias Brändle (AUT)   | DNF                     |
| 133                     | Alexander Cataford (CAN) | 77.                     |
| 134                     | Simon Clarke (AUS)       | 26.                     |
| 135                     | Taj Jones (AUS)          | DNF                     |
| 136                     | Krists Neilands (LAT)    | 57.                     |
| 137                     | Gaj Sagiw (ISR)          | DNF                     |

| Jumbo-Visma TJV | Jumbo-Visma TJV           | Jumbo-Visma TJV |
| --------------- | ------------------------- | --------------- |
| Nr              | Kolarz                    | Miejsce         |
| 141             | Tiesj Benoot (BEL)        | DNF             |
| 142             | Koen Bouwman (NED)        | 45.             |
| 144             | Robert Gesink (NED)       | 68.             |
| 145             | Sepp Kuss (USA)           | 31.             |
| 146             | Timo Roosen (NED) (szosa) | 72.             |
| 147             | Milan Vader (NED)         | 50.             |

| Lotto-Soudal LTS | Lotto-Soudal LTS         | Lotto-Soudal LTS |
| ---------------- | ------------------------ | ---------------- |
| Nr               | Kolarz                   | Miejsce          |
| 151              | Tim Wellens (BEL)        | 8.               |
| 152              | Victor Campenaerts (BEL) | DNF              |
| 153              | Roger Kluge (GER)        | 59.              |
| 154              | Andreas Kron (DEN)       | 24.              |
| 155              | Harry Sweeny (AUS)       | OTL              |
| 156              | Maxim Van Gils (BEL)     | 53.              |
| 157              | Brent Van Moer (BEL)     | DNF              |

| Movistar Team MOV | Movistar Team MOV        | Movistar Team MOV |
| ----------------- | ------------------------ | ----------------- |
| Nr                | Kolarz                   | Miejsce           |
| 161               | Alejandro Valverde (ESP) | 2.                |
| 162               | Jorge Arcas (ESP)        | DNF               |
| 163               | Mathias Norsgaard (DEN)  | 75.               |
| 164               | Lluís Mas (ESP)          | DNF               |
| 165               | Nelson Oliveira (POR)    | 33.               |
| 166               | Einer Rubio (COL)        | DNF               |
| 167               | Gonzalo Serrano (ESP)    | 48.               |

| Arkéa-Samsic ARK | Arkéa-Samsic ARK          | Arkéa-Samsic ARK |
| ---------------- | ------------------------- | ---------------- |
| Nr               | Kolarz                    | Miejsce          |
| 171              | Warren Barguil (FRA)      | 27.              |
| 172              | Anthony Delaplace (FRA)   | 34.              |
| 173              | Miguel Flórez López (COL) | 85.              |
| 174              | Élie Gesbert (FRA)        | DNF              |
| 175              | Romain Hardy (FRA)        | OTL              |
| 176              | Alan Riou (FRA)           | 82.              |
| 177              | Clément Russo (FRA)       | 73.              |

| BikeExchange-Jayco BEX | BikeExchange-Jayco BEX   | BikeExchange-Jayco BEX |
| ---------------------- | ------------------------ | ---------------------- |
| Nr                     | Kolarz                   | Miejsce                |
| 181                    | Michael Matthews (AUS)   | DNF                    |
| 182                    | Sam Bewley (NZL)         | DNF                    |
| 183                    | Kevin Colleoni (ITA)     | 74.                    |
| 184                    | Tsgabu Grmay (ETH)       | DNF                    |
| 185                    | Alexander Konychev (ITA) | DNF                    |
| 187                    | Matteo Sobrero (ITA)     | DNF                    |

| Team DSM DSM | Team DSM DSM            | Team DSM DSM |
| ------------ | ----------------------- | ------------ |
| Nr           | Kolarz                  | Miejsce      |
| 191          | Nikias Arndt (GER)      | DNF          |
| 192          | Marco Brenner (GER)     | DNF          |
| 193          | Romain Combaud (FRA)    | 61.          |
| 194          | Chris Hamilton (AUS)    | DNF          |
| 195          | Leon Heinschke (GER)    | DNF          |
| 196          | Joris Nieuwenhuis (NED) | 39.          |

| Trek-Segafredo TFS | Trek-Segafredo TFS         | Trek-Segafredo TFS |
| ------------------ | -------------------------- | ------------------ |
| Nr                 | Kolarz                     | Miejsce            |
| 201                | Gianluca Brambilla (ITA)   | DNF                |
| 202                | Dario Cataldo (ITA)        | 56.                |
| 203                | Alexander Kamp (DEN)       | 38.                |
| 204                | Antonio Tiberi (ITA)       | 71.                |
| 205                | Quinn Simmons (USA)        | 7.                 |
| 206                | Toms Skujiņš (LAT) (szosa) | 16.                |
| 207                | Edward Theuns (BEL)        | 84.                |

| UAE Team Emirates UAD | UAE Team Emirates UAD      | UAE Team Emirates UAD |
| --------------------- | -------------------------- | --------------------- |
| Nr                    | Kolarz                     | Miejsce               |
| 211                   | Tadej Pogačar (SLO)        | 1.                    |
| 212                   | Mikkel Bjerg (DEN)         | DNF                   |
| 213                   | Alessandro Covi (ITA)      | 28.                   |
| 214                   | Maximiliano Richeze (ARG)  | DNF                   |
| 215                   | Vegard Stake Laengen (NOR) | DNF                   |
| 216                   | Marc Soler (ESP)           | 79.                   |
| 217                   | Diego Ulissi (ITA)         | 23.                   |

| Quick-Step Alpha Vinyl QST | Quick-Step Alpha Vinyl QST       | Quick-Step Alpha Vinyl QST |
| -------------------------- | -------------------------------- | -------------------------- |
| Nr                         | Kolarz                           | Miejsce                    |
| 1                          | Julian Alaphilippe (FRA) (szosa) | 58.                        |
| 2                          | Kasper Asgreen (DEN)             | 3.                         |
| 3                          | Dries Devenyns (BEL)             | DNF                        |
| 4                          | Mikkel Frølich Honoré (DEN)      | 67.                        |
| 5                          | Mauro Schmid (SUI)               | DNF                        |
| 6                          | Pieter Serry (BEL)               | 40.                        |
| 7                          | Louis Vervaeke (BEL)             | DNF                        |

| AG2R Citroën Team ACT | AG2R Citroën Team ACT   | AG2R Citroën Team ACT |
| --------------------- | ----------------------- | --------------------- |
| Nr                    | Kolarz                  | Miejsce               |
| 11                    | Greg Van Avermaet (BEL) | 41.                   |
| 12                    | Clément Berthet (FRA)   | 76.                   |
| 13                    | Lilian Calmejane (FRA)  | 42.                   |
| 14                    | Benoît Cosnefroy (FRA)  | 29.                   |
| 15                    | Michael Schär (SUI)     | 66.                   |
| 16                    | Andrea Vendrame (ITA)   | 17.                   |
| 17                    | Clément Venturini (FRA) | DNF                   |

| Alpecin-Fenix AFC | Alpecin-Fenix AFC       | Alpecin-Fenix AFC |
| ----------------- | ----------------------- | ----------------- |
| Nr                | Kolarz                  | Miejsce           |
| 21                | Floris De Tier (BEL)    | 12.               |
| 22                | Michael Gogl (AUT)      | DNF               |
| 23                | Xandro Meurisse (BEL)   | 22.               |
| 24                | Stefano Oldani (ITA)    | DNF               |
| 25                | Robert Stannard (AUS)   | 51.               |
| 26                | Scott Thwaites (GBR)    | 44.               |
| 27                | Gianni Vermeersch (BEL) | DNF               |

| Astana Qazaqstan Team AST | Astana Qazaqstan Team AST | Astana Qazaqstan Team AST |
| ------------------------- | ------------------------- | ------------------------- |
| Nr                        | Kolarz                    | Miejsce                   |
| 31                        | Gianni Moscon (ITA)       | DNF                       |
| 32                        | Leonardo Basso (ITA)      | DNF                       |
| 33                        | Manuele Boaro (ITA)       | DNF                       |
| 34                        | Michele Gazzoli (ITA)     | DNF                       |
| 35                        | Miguel Ángel López (COL)  | DNF                       |
| 36                        | Davide Martinelli (ITA)   | DNF                       |
| 37                        | Simone Velasco (ITA)      | 21.                       |

| Bahrain Victorious TBV | Bahrain Victorious TBV      | Bahrain Victorious TBV |
| ---------------------- | --------------------------- | ---------------------- |
| Nr                     | Kolarz                      | Miejsce                |
| 41                     | Matej Mohorič (SLO) (szosa) | DNF                    |
| 42                     | Pello Bilbao (ESP)          | 5.                     |
| 43                     | Heinrich Haussler (AUS)     | DNF                    |
| 44                     | Alejandro Osorio (COL)      | DNS                    |
| 45                     | Hermann Pernsteiner (AUT)   | 46.                    |
| 46                     | Jan Tratnik (SLO)           | 37.                    |
| 47                     | Edoardo Zambanini (ITA)     | 37.                    |

| Bardiani CSF Faizanè BCF | Bardiani CSF Faizanè BCF | Bardiani CSF Faizanè BCF |
| ------------------------ | ------------------------ | ------------------------ |
| Nr                       | Kolarz                   | Miejsce                  |
| 51                       | Giovanni Visconti (ITA)  | DNF                      |
| 52                       | Jonathan Cañaveral (COL) | DNF                      |
| 53                       | Filippo Fiorelli (ITA)   | DNF                      |
| 54                       | Davide Gabburo (ITA)     | 70.                      |
| 55                       | Alex Tolio (ITA)         | DNF                      |
| 56                       | Filippo Zana (ITA)       | 19.                      |
| 57                       | Samuele Zoccarato (ITA)  | 52.                      |

| Bora-Hansgrohe BOH | Bora-Hansgrohe BOH           | Bora-Hansgrohe BOH |
| ------------------ | ---------------------------- | ------------------ |
| Nr                 | Kolarz                       | Miejsce            |
| 61                 | Cesare Benedetti (POL)       | DNF                |
| 62                 | Patrick Gamper (AUT)         | 69.                |
| 63                 | Sergio Higuita (COL) (szosa) | 10.                |
| 64                 | Jai Hindley (AUS)            | 18.                |
| 65                 | Patrick Konrad (AUT) (szosa) | DNF                |
| 66                 | Ide Schelling (NED)          | 83.                |
| 67                 | Ben Zwiehoff (GER)           | 43.                |

| Drone Hopper-Androni Giocattoli DRA | Drone Hopper-Androni Giocattoli DRA | Drone Hopper-Androni Giocattoli DRA |
| ----------------------------------- | ----------------------------------- | ----------------------------------- |
| Nr                                  | Kolarz                              | Miejsce                             |
| 71                                  | Juan Diego Alba (COL)               | DNF                                 |
| 72                                  | Mattia Bais (ITA)                   | 62.                                 |
| 73                                  | Umberto Marengo (ITA)               | DNF                                 |
| 74                                  | Simone Ravanelli (ITA)              | DNS                                 |
| 75                                  | Jhonatan Restrepo (COL)             | 65.                                 |
| 76                                  | Gabriele Benedetti (ITA)            | DNF                                 |
| 77                                  | Edoardo Zardini (ITA)               | DNF                                 |

| EF Education-EasyPost EFE | EF Education-EasyPost EFE | EF Education-EasyPost EFE |
| ------------------------- | ------------------------- | ------------------------- |
| Nr                        | Kolarz                    | Miejsce                   |
| 81                        | Michael Valgren (DEN)     | 11.                       |
| 82                        | Jonathan Caicedo (ECU)    | 55.                       |
| 83                        | Ruben Guerreiro (POR)     | 15.                       |
| 84                        | Ben Healy (IRL)           | DNF                       |
| 86                        | Thomas Scully (NZL)       | 78.                       |
| 87                        | Marijn van den Berg (NED) | 87.                       |

| Eolo-Kometa EOK | Eolo-Kometa EOK              | Eolo-Kometa EOK |
| --------------- | ---------------------------- | --------------- |
| Nr              | Kolarz                       | Miejsce         |
| 91              | Vincenzo Albanese (ITA)      | 25.             |
| 92              | Simone Bevilacqua (ITA)      | DNF             |
| 93              | Márton Dina (HUN)            | DNF             |
| 94              | Erik Fetter (HUN)            | 47.             |
| 95              | Sergio García González (ESP) | OTL             |
| 96              | Samuele Rivi (ITA)           | 86.             |
| 97              | Diego Sevilla (ESP)          | 64.             |

| Groupama-FDJ GFC | Groupama-FDJ GFC            | Groupama-FDJ GFC |
| ---------------- | --------------------------- | ---------------- |
| Nr               | Kolarz                      | Miejsce          |
| 101              | Thibaut Pinot (FRA)         | 49.              |
| 102              | Lewis Askey (GBR)           | 35.              |
| 103              | Antoine Duchesne (CAN)      | DNF              |
| 104              | Fabian Lienhard (SUI)       | 63.              |
| 105              | Tobias Ludvigsson (SWE)     | 60.              |
| 106              | Sébastien Reichenbach (SUI) | 14.              |
| 107              | Attila Valter (HUN)         | 4.               |

| Ineos Grenadiers IGD | Ineos Grenadiers IGD    | Ineos Grenadiers IGD |
| -------------------- | ----------------------- | -------------------- |
| Nr                   | Kolarz                  | Miejsce              |
| 111                  | Salvatore Puccio (ITA)  | DNF                  |
| 112                  | Richard Carapaz (ECU)   | 30.                  |
| 113                  | Jhonatan Narváez (ECU)  | 6.                   |
| 114                  | Carlos Rodríguez (ESP)  | 20.                  |
| 115                  | Ben Swift (GBR) (szosa) | DNF                  |
| 117                  | Ben Turner (GBR)        | 81.                  |

| Intermarché-Wanty-Gobert Matériaux IWG | Intermarché-Wanty-Gobert Matériaux IWG | Intermarché-Wanty-Gobert Matériaux IWG |
| -------------------------------------- | -------------------------------------- | -------------------------------------- |
| Nr                                     | Kolarz                                 | Miejsce                                |
| 121                                    | Quinten Hermans (BEL)                  | 54.                                    |
| 122                                    | Jan Bakelants (BEL)                    | DNF                                    |
| 123                                    | Théo Delacroix (FRA)                   | DNF                                    |
| 124                                    | Simone Petilli (ITA)                   | 9.                                     |
| 125                                    | Domenico Pozzovivo (ITA)               | DNF                                    |
| 126                                    | Lorenzo Rota (ITA)                     | 13.                                    |
| 127                                    | Taco van der Hoorn (NED)               | 80.                                    |

| Israel-Premier Tech IPT | Israel-Premier Tech IPT  | Israel-Premier Tech IPT |
| ----------------------- | ------------------------ | ----------------------- |
| Nr                      | Kolarz                   | Miejsce                 |
| 131                     | Jakob Fuglsang (DEN)     | 36.                     |
| 132                     | Matthias Brändle (AUT)   | DNF                     |
| 133                     | Alexander Cataford (CAN) | 77.                     |
| 134                     | Simon Clarke (AUS)       | 26.                     |
| 135                     | Taj Jones (AUS)          | DNF                     |
| 136                     | Krists Neilands (LAT)    | 57.                     |
| 137                     | Gaj Sagiw (ISR)          | DNF                     |

| Jumbo-Visma TJV | Jumbo-Visma TJV           | Jumbo-Visma TJV |
| --------------- | ------------------------- | --------------- |
| Nr              | Kolarz                    | Miejsce         |
| 141             | Tiesj Benoot (BEL)        | DNF             |
| 142             | Koen Bouwman (NED)        | 45.             |
| 144             | Robert Gesink (NED)       | 68.             |
| 145             | Sepp Kuss (USA)           | 31.             |
| 146             | Timo Roosen (NED) (szosa) | 72.             |
| 147             | Milan Vader (NED)         | 50.             |

| Lotto-Soudal LTS | Lotto-Soudal LTS         | Lotto-Soudal LTS |
| ---------------- | ------------------------ | ---------------- |
| Nr               | Kolarz                   | Miejsce          |
| 151              | Tim Wellens (BEL)        | 8.               |
| 152              | Victor Campenaerts (BEL) | DNF              |
| 153              | Roger Kluge (GER)        | 59.              |
| 154              | Andreas Kron (DEN)       | 24.              |
| 155              | Harry Sweeny (AUS)       | OTL              |
| 156              | Maxim Van Gils (BEL)     | 53.              |
| 157              | Brent Van Moer (BEL)     | DNF              |

| Movistar Team MOV | Movistar Team MOV        | Movistar Team MOV |
| ----------------- | ------------------------ | ----------------- |
| Nr                | Kolarz                   | Miejsce           |
| 161               | Alejandro Valverde (ESP) | 2.                |
| 162               | Jorge Arcas (ESP)        | DNF               |
| 163               | Mathias Norsgaard (DEN)  | 75.               |
| 164               | Lluís Mas (ESP)          | DNF               |
| 165               | Nelson Oliveira (POR)    | 33.               |
| 166               | Einer Rubio (COL)        | DNF               |
| 167               | Gonzalo Serrano (ESP)    | 48.               |

| Arkéa-Samsic ARK | Arkéa-Samsic ARK          | Arkéa-Samsic ARK |
| ---------------- | ------------------------- | ---------------- |
| Nr               | Kolarz                    | Miejsce          |
| 171              | Warren Barguil (FRA)      | 27.              |
| 172              | Anthony Delaplace (FRA)   | 34.              |
| 173              | Miguel Flórez López (COL) | 85.              |
| 174              | Élie Gesbert (FRA)        | DNF              |
| 175              | Romain Hardy (FRA)        | OTL              |
| 176              | Alan Riou (FRA)           | 82.              |
| 177              | Clément Russo (FRA)       | 73.              |

| BikeExchange-Jayco BEX | BikeExchange-Jayco BEX   | BikeExchange-Jayco BEX |
| ---------------------- | ------------------------ | ---------------------- |
| Nr                     | Kolarz                   | Miejsce                |
| 181                    | Michael Matthews (AUS)   | DNF                    |
| 182                    | Sam Bewley (NZL)         | DNF                    |
| 183                    | Kevin Colleoni (ITA)     | 74.                    |
| 184                    | Tsgabu Grmay (ETH)       | DNF                    |
| 185                    | Alexander Konychev (ITA) | DNF                    |
| 187                    | Matteo Sobrero (ITA)     | DNF                    |

| Team DSM DSM | Team DSM DSM            | Team DSM DSM |
| ------------ | ----------------------- | ------------ |
| Nr           | Kolarz                  | Miejsce      |
| 191          | Nikias Arndt (GER)      | DNF          |
| 192          | Marco Brenner (GER)     | DNF          |
| 193          | Romain Combaud (FRA)    | 61.          |
| 194          | Chris Hamilton (AUS)    | DNF          |
| 195          | Leon Heinschke (GER)    | DNF          |
| 196          | Joris Nieuwenhuis (NED) | 39.          |

| Trek-Segafredo TFS | Trek-Segafredo TFS         | Trek-Segafredo TFS |
| ------------------ | -------------------------- | ------------------ |
| Nr                 | Kolarz                     | Miejsce            |
| 201                | Gianluca Brambilla (ITA)   | DNF                |
| 202                | Dario Cataldo (ITA)        | 56.                |
| 203                | Alexander Kamp (DEN)       | 38.                |
| 204                | Antonio Tiberi (ITA)       | 71.                |
| 205                | Quinn Simmons (USA)        | 7.                 |
| 206                | Toms Skujiņš (LAT) (szosa) | 16.                |
| 207                | Edward Theuns (BEL)        | 84.                |

| UAE Team Emirates UAD | UAE Team Emirates UAD      | UAE Team Emirates UAD |
| --------------------- | -------------------------- | --------------------- |
| Nr                    | Kolarz                     | Miejsce               |
| 211                   | Tadej Pogačar (SLO)        | 1.                    |
| 212                   | Mikkel Bjerg (DEN)         | DNF                   |
| 213                   | Alessandro Covi (ITA)      | 28.                   |
| 214                   | Maximiliano Richeze (ARG)  | DNF                   |
| 215                   | Vegard Stake Laengen (NOR) | DNF                   |
| 216                   | Marc Soler (ESP)           | 79.                   |
| 217                   | Diego Ulissi (ITA)         | 23.                   |

Legenda: DNF – nie ukończył, OTL – przekroczył limit czasu, DNS – nie wystartował, DSQ – zdyskwalifikowany.

## Klasyfikacja generalna
| \| Klasyfikacja generalna \| Klasyfikacja generalna \| Klasyfikacja generalna \| Klasyfikacja generalna \| Klasyfikacja generalna \| \| Kolarz \| Kolarz \| Państwo \| Drużyna \| Czas \| \| ---------------------- \| ---------------------- \| ---------------------- \| ---------------------------------- \| ---------------------- \| \| 1. \| Tadej Pogačar \| Słowenia \| UAE Team Emirates \| 4h 47' 49" \| \| 2. \| Alejandro Valverde \| Hiszpania \| Movistar Team \| + 37" \| \| 3. \| Kasper Asgreen \| Dania \| Quick-Step Alpha Vinyl \| + 46" \| \| 4. \| Attila Valter \| Węgry \| Groupama-FDJ \| + 1' 07" \| \| 5. \| Pello Bilbao \| Hiszpania \| Bahrain Victorious \| + 1' 09" \| \| 6. \| Jhonatan Narváez \| Ekwador \| Ineos Grenadiers \| + 1' 09" \| \| 7. \| Quinn Simmons \| Stany Zjednoczone \| Trek-Segafredo \| + 1' 21" \| \| 8. \| Tim Wellens \| Belgia \| Lotto-Soudal \| + 1' 25" \| \| 9. \| Simone Petilli \| Włochy \| Intermarché-Wanty-Gobert Matériaux \| + 1' 35" \| \| 10. \| Sergio Higuita \| Kolumbia \| Bora-Hansgrohe \| + 1' 53" \| \| 11. \| Michael Valgren \| Dania \| EF Education-EasyPost \| + 1' 56" \| \| 12. \| Floris De Tier \| Belgia \| Alpecin-Fenix \| + 1' 57" \| \| 13. \| Lorenzo Rota \| Włochy \| Intermarché-Wanty-Gobert Matériaux \| + 1' 57" \| \| 14. \| Sébastien Reichenbach \| Szwajcaria \| Groupama-FDJ \| + 1' 57" \| \| 15. \| Ruben Guerreiro \| Portugalia \| EF Education-EasyPost \| + 1' 57" \| \| 16. \| Toms Skujiņš \| Łotwa \| Trek-Segafredo \| + 2' 00" \| \| 17. \| Andrea Vendrame \| Włochy \| AG2R Citroën Team \| + 2' 02" \| \| 18. \| Jai Hindley \| Australia \| Bora-Hansgrohe \| + 2' 03" \| \| 19. \| Filippo Zana \| Włochy \| Bardiani CSF Faizanè \| + 2' 05" \| \| 20. \| Carlos Rodríguez \| Hiszpania \| Ineos Grenadiers \| + 2' 07" \| |                       |                   |                                    |            |
| |                       |                   |                                    |            |
| Źródło: ProCyclingStats |                       |                   |                                    |            |
| Klasyfikacja generalna |                       |                   |                                    |            |
| Kolarz | Kolarz                | Państwo           | Drużyna                            | Czas       |
| 1. | Tadej Pogačar         | Słowenia          | UAE Team Emirates                  | 4h 47' 49" |
| 2. | Alejandro Valverde    | Hiszpania         | Movistar Team                      | + 37"      |
| 3. | Kasper Asgreen        | Dania             | Quick-Step Alpha Vinyl             | + 46"      |
| 4. | Attila Valter         | Węgry             | Groupama-FDJ                       | + 1' 07"   |
| 5. | Pello Bilbao          | Hiszpania         | Bahrain Victorious                 | + 1' 09"   |
| 6. | Jhonatan Narváez      | Ekwador           | Ineos Grenadiers                   | + 1' 09"   |
| 7. | Quinn Simmons         | Stany Zjednoczone | Trek-Segafredo                     | + 1' 21"   |
| 8. | Tim Wellens           | Belgia            | Lotto-Soudal                       | + 1' 25"   |
| 9. | Simone Petilli        | Włochy            | Intermarché-Wanty-Gobert Matériaux | + 1' 35"   |
| 10. | Sergio Higuita        | Kolumbia          | Bora-Hansgrohe                     | + 1' 53"   |
| 11. | Michael Valgren       | Dania             | EF Education-EasyPost              | + 1' 56"   |
| 12. | Floris De Tier        | Belgia            | Alpecin-Fenix                      | + 1' 57"   |
| 13. | Lorenzo Rota          | Włochy            | Intermarché-Wanty-Gobert Matériaux | + 1' 57"   |
| 14. | Sébastien Reichenbach | Szwajcaria        | Groupama-FDJ                       | + 1' 57"   |
| 15. | Ruben Guerreiro       | Portugalia        | EF Education-EasyPost              | + 1' 57"   |
| 16. | Toms Skujiņš          | Łotwa             | Trek-Segafredo                     | + 2' 00"   |
| 17. | Andrea Vendrame       | Włochy            | AG2R Citroën Team                  | + 2' 02"   |
| 18. | Jai Hindley           | Australia         | Bora-Hansgrohe                     | + 2' 03"   |
| 19. | Filippo Zana          | Włochy            | Bardiani CSF Faizanè               | + 2' 05"   |
| 20. | Carlos Rodríguez      | Hiszpania         | Ineos Grenadiers                   | + 2' 07"   |